# Карапсель
Карапсель — село в Иланском районе Красноярского края. Административный центр Карапсельского сельсовета.

## География
Село находится в восточной части края, в пределах Канско-Рыбинской котловины, при автодороге Р255, на расстоянии приблизительно 9 км (по прямой) к юго-западу от Иланского, административного центра района. Абсолютная высота — 405 м над уровнем моря.
Климат
Климат характеризуется как резко континентальный, с продолжительной морозной зимой и коротким тёплым летом. Абсолютный максимум температуры воздуха составляет 38 °C; абсолютный минимум — −53 °C. Продолжительность безморозного периода составляет в среднем 95 дней. Среднегодовое количество атмосферных осадков составляет 422 мм, из которых большая часть выпадает в тёплый период (максимально в июле-августе).

## История
Основано в 1785 году. По данным 1926 года в деревне имелось 151 хозяйство и проживало 667 человек (345 мужчин и 322 женщины). В национальном составе населения преобладали русские. В административном отношении являлась центром Карапсельского сельсовета Канского района Канского округа Сибирского края.

## Население
| 2010 |
| ---- |
| 874  |

Половой состав
По данным Всероссийской переписи населения 2010 года, в гендерной структуре населения мужчины составляли 47,7 %, женщины — соответственно 52,3 %.
Национальный состав
Согласно результатам переписи 2002 года, в национальной структуре населения русские составляли 93 % из 888 чел.